# Glória (stacja metra)
Glória – stacja metra w Rio de Janeiro, w dzielnicy Glória, na linii 1 i 2. Zlokalizowana jest pomiędzy stacjami Catete i Cinelândia. Została otwarta 15 marca 1979.